# Fäbodtjärnen (Umeå socken, Västerbotten, 710566-171392)
Fäbodtjärnen är en sjö i Umeå kommun i Västerbotten och ingår i Tavelåns huvudavrinningsområde.